# 북한학
북한학(北韓學, 영어: North Korean studies)은 조선민주주의인민공화국의 정치, 경제, 사회, 문화 등 다양한 측면을 다루는 학문이다. 
특히 대한민국에서의 북한학은 한국의 통일 문제를 포괄한다. 대한민국에서 북한학을 체계적으로 가르치는 대학으로는 동국대 고려대 등이 있다. 대한민국에서 북한학을 처음 시작한 곳은 1994년 3월 북한학과를 개설한 동국대학교이다. 1994년 7월 김일성의 사망에도 불구하고 북한이 붕괴하지 않자 북한학에 대한 관심이 높아졌다. 1996년 관동대, 1997년 명지대와 고려대, 1998년 조선대와 선문대가 잇달아 북한학과를 개설했다. 이후 김대중 정부의 햇볕 정책과 2000년 남북정상회담 이후 남북 관계가 진전되면서 북한학은 체계화되고 있다. 그러나 최근 몇 년간 북한학의 인기는 크게 줄어들었다. 2006년 관동대, 2008년 선문대, 2010년 명지대가 북한학과를 폐과하고 2016년 고려대가 북한학과를 통일외교안보전공으로 개편함으로써 현재는 동국대와 고려대가 그 명맥을 잇고 있다. 대학원에서는  경기대학교 정치전문대학원 북한학과, 동국대학교 일반대학원 북한학과, 북한대학원대학교 북한학과 등이 있다. 

## 같이 보기
- 북한대학원대학교
- 한국학
- 경기대학교 정치전문대학원
- 동국대학교